# Save Your Kisses for Me

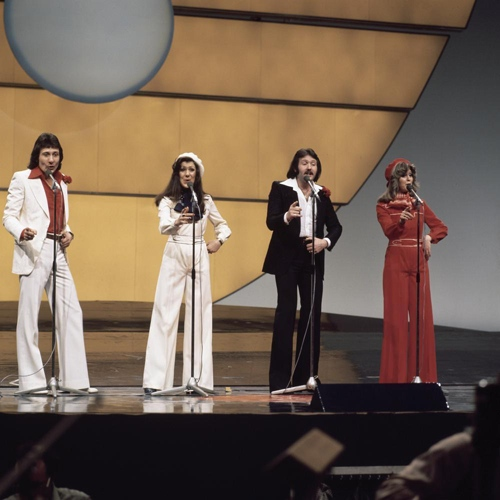
Brotherhood of Man, 1976

Save Your Kisses for Me – utwór autorstwa Lee Sheridena, członka zespołu Brotherhood of Man, który napisał go w sierpniu 1974 roku. Była to zwycięska piosenka na Konkursie Piosenki Eurowizji w roku 1976, zaśpiewana przez reprezentantów Wielkiej Brytanii – zespół Brotherhood of Man. Muzyka i słowa: Tony Hiller, Lee Sheriden i Martin Lee.